# ارتفاع ضغط الدم الحميد
فرط ضغط الدم الحميد أو ارتفاع ضغط الدم الحميد الأساسي هي المصطلحات التاريخية التي تعتبر مضللة، لأن ارتفاع ضغط الدم لا يكون حميداً أبداً، وبالتالي فقد سقط من الاستخدام (انظر تاريخ ارتفاع ضغط الدم). استمرت المصطلحات في التصنيف الدولي للأمراض (ICD9)، ولكن لم يتم تضمينها في المراجعة العاشرة للتصنيف الدولي للأمراض الحالي.